# Liste des monuments historiques protégés en 1842
Cet article recense les monuments historiques français classés en 1842.

## Protections
| Édifice            | Commune    | Département | Région    | Protection | Base Mérimée                         | Coordonnées                      | Image |
| ------------------ | ---------- | ----------- | --------- | ---------- | ------------------------------------ | -------------------------------- | ----- |
| Église Saint-Léger | Guebwiller | Haut-Rhin   | Grand Est | Classé     | « PA00085440 », notice no PA00085440 | 47° 54′ 35″ nord, 7° 12′ 36″ est |       |